# Willys Jeepster
De Jeepster is een automodel dat van 1948 tot 1950 geproduceerd werd door de Amerikaanse autoconstructeur Willys-Overland. De Jeepster was een voorloper van de hedendaagse crossover-modellen.

## Geschiedenis
Vlak na de Tweede Wereldoorlog bracht Willys-Overland de Jeep CJ op de markt als civiele variant van de militaire jeep. In de volgende jaren werd gestart met de productie van twee bijkomende lichte bedrijfswagens: de Jeep Station Wagon in 1946 en de Jeep Truck pick-up in 1947.
De Jeepster was bedoeld om het modellengamma verder uit te breiden richting personenauto’s. Willys-Overland zou echter pas in 1952 met de Willys Aero een volwaardige personenauto op de markt brengen. Aanvankelijk waren de Jeepsters luxueus uitgevoerd en beschikten ze over een uitgebreide standaarduitrusting waarvoor bij andere auto's extra moest betaald worden.
De Jeepster was een cabriolet met een handmatig bedienbaar stoffen dak en verwijderbare zijruiten van kunststof. Dit maakte van de Jeepster een van de allerlaatste phaetons, een carrosserievorm die populair was van het begin van de twintigste eeuw tot de jaren dertig.
Omdat Willys-Overland niet over de machines beschikte om vloeiende lijnen of ingewikkelde vormen te vervaardigen, bedacht industrieel ontwerper Brooks Stevens een eenvoudige en hoekige carrosserie. Dit ontwerp viel echter niet in de smaak bij het beoogde doelpubliek. Dit was echter niet het enige probleem: ondanks zijn robuust uiterlijk was de Jeepster niet geschikt voor off-roadgebruik, de verwijderbare zijruiten boden onvoldoende bescherming tegen alle weersomstandigheden en de prestaties van de viercilindermotoren waren ondermaats. het resultaat was dat de Jeepster geen verkoopsucces werd: tussen 1948 en 1950 werden er in totaal slechts zo'n 20000 exemplaren geproduceerd. De laatste Jeepsters gingen in 1951 de deur uit.
Het zou nog tot 1966 duren voor de naam terugkeerde voor een nieuw model: de Jeepster Commando. 

## Technisch
Aanvankelijk werd de Jeepster aangedreven door dezelfde motor als de Jeep CJ: een Willys "Go Devil" L-134 vier-in-lijn zijklepmotor van 2199 cc met 63 pk (uitgedrukt in SAE gross pk, de oude Engelse definitie van pk). Dit motorvermogen werd overgebracht naar de achterwielen via een handgeschakelde drieversnellingsbak met overdrive. Het remsysteem bestond uit trommelremmen op de vier wielen. De achteras en de dwarsbladvering op de vooras kwamen van de Willys Station Wagon. De vlakke achterspatborden en de langsbladvering achteraan werden geleend bij de Jeep Truck.
In 1949 kon naast de bekende viercilinder ook gekozen worden voor de nieuwe Willys "Lightning" L-148 zes-in-lijn zijklepmotor van 2434 cc die 72 pk ontwikkelde. De prijs werd verlaagd en een aantal zaken die in 1948 nog tot de standaarduitrusting behoorden werden betalende opties.
In 1950 kreeg de Jeepster een facelift met een nieuw V-vormig radiatorrooster en een nieuw instrumentenpaneel in het dashboard. Het motorenaanbod werd uitgebreid met twee extra keuzes: de nieuwe "Hurricane" F-134 vier-in-lijnmotor van 2199 cc met 72 pk en een "Lightning" L-161 zescilindermotor met een cilinderinhoud van 2638 cc die 75 pk ontwikkelde.

## Fotogalerij

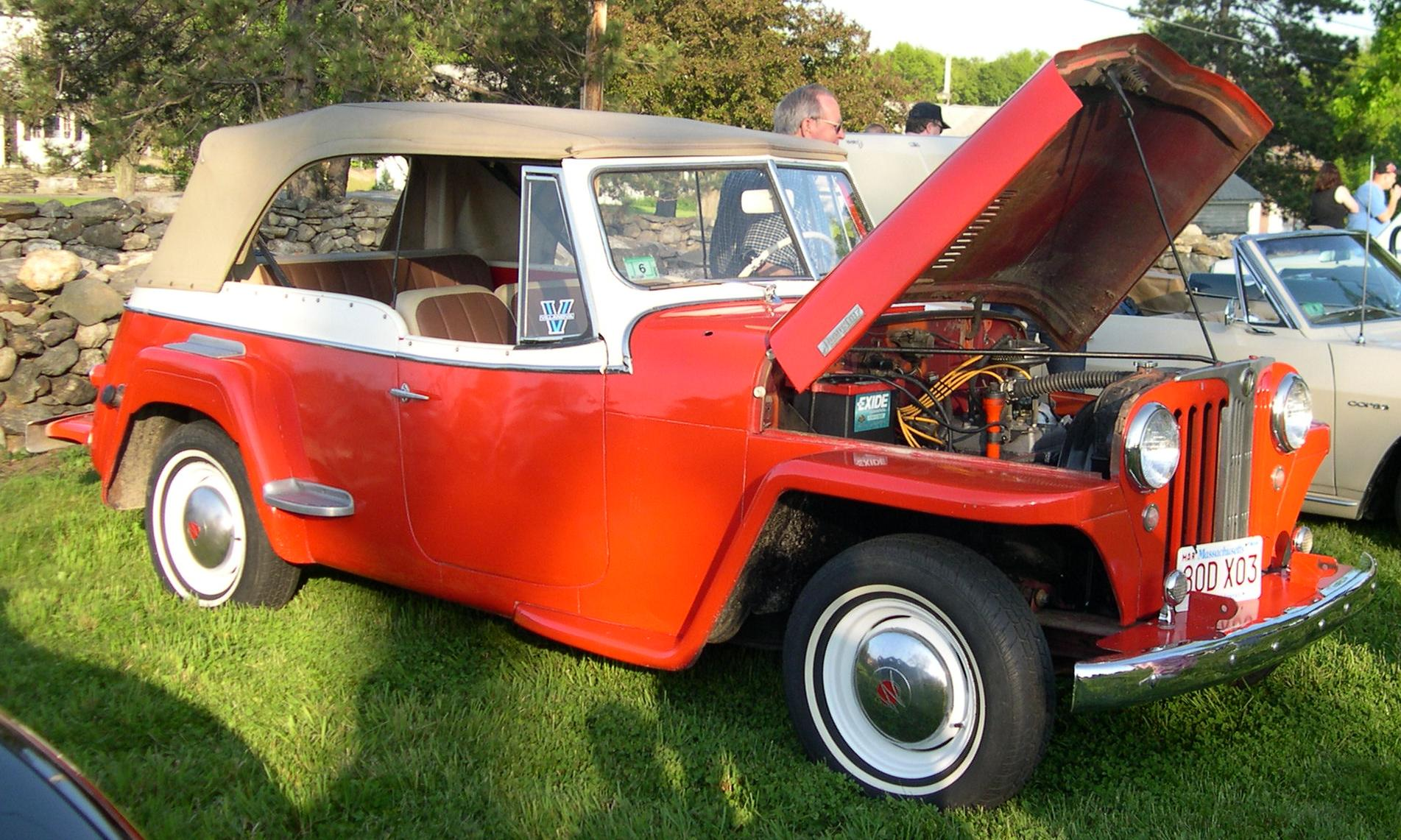
Willys Jeepster (1948)
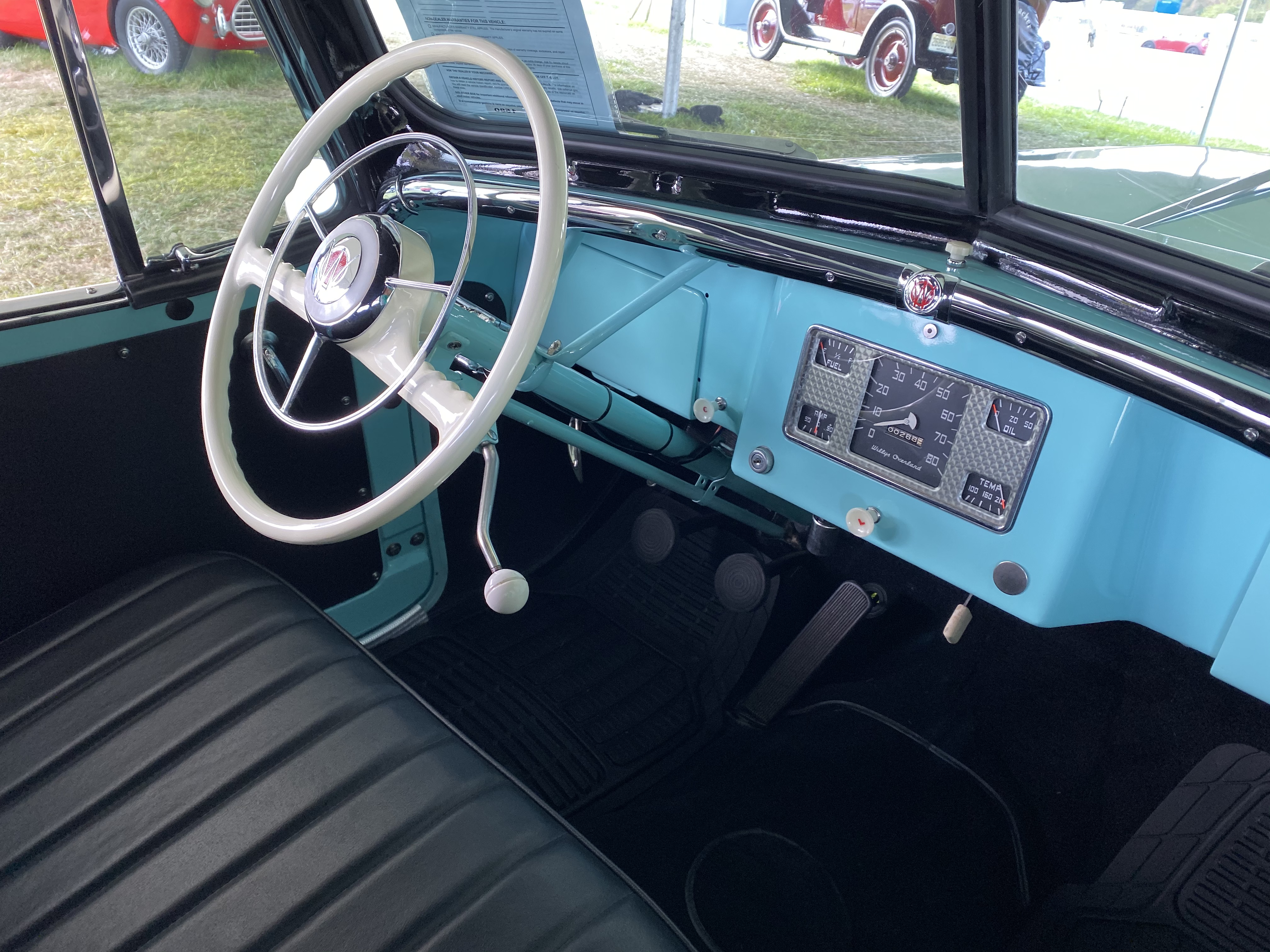
Willys Jeepster (1949), interieur
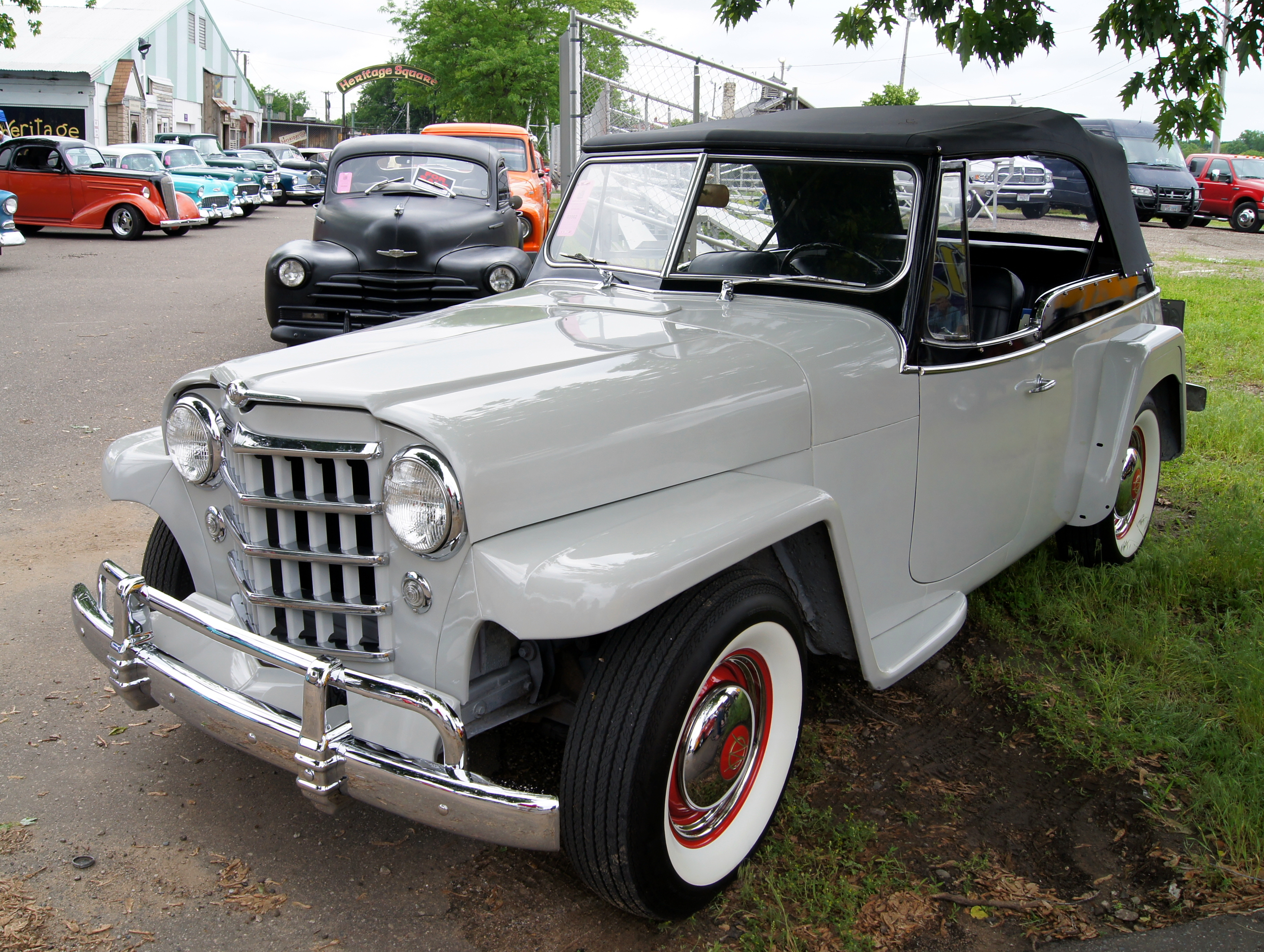
Willys Jeepster (1950), facelift met het nieuwe radiatorrooster
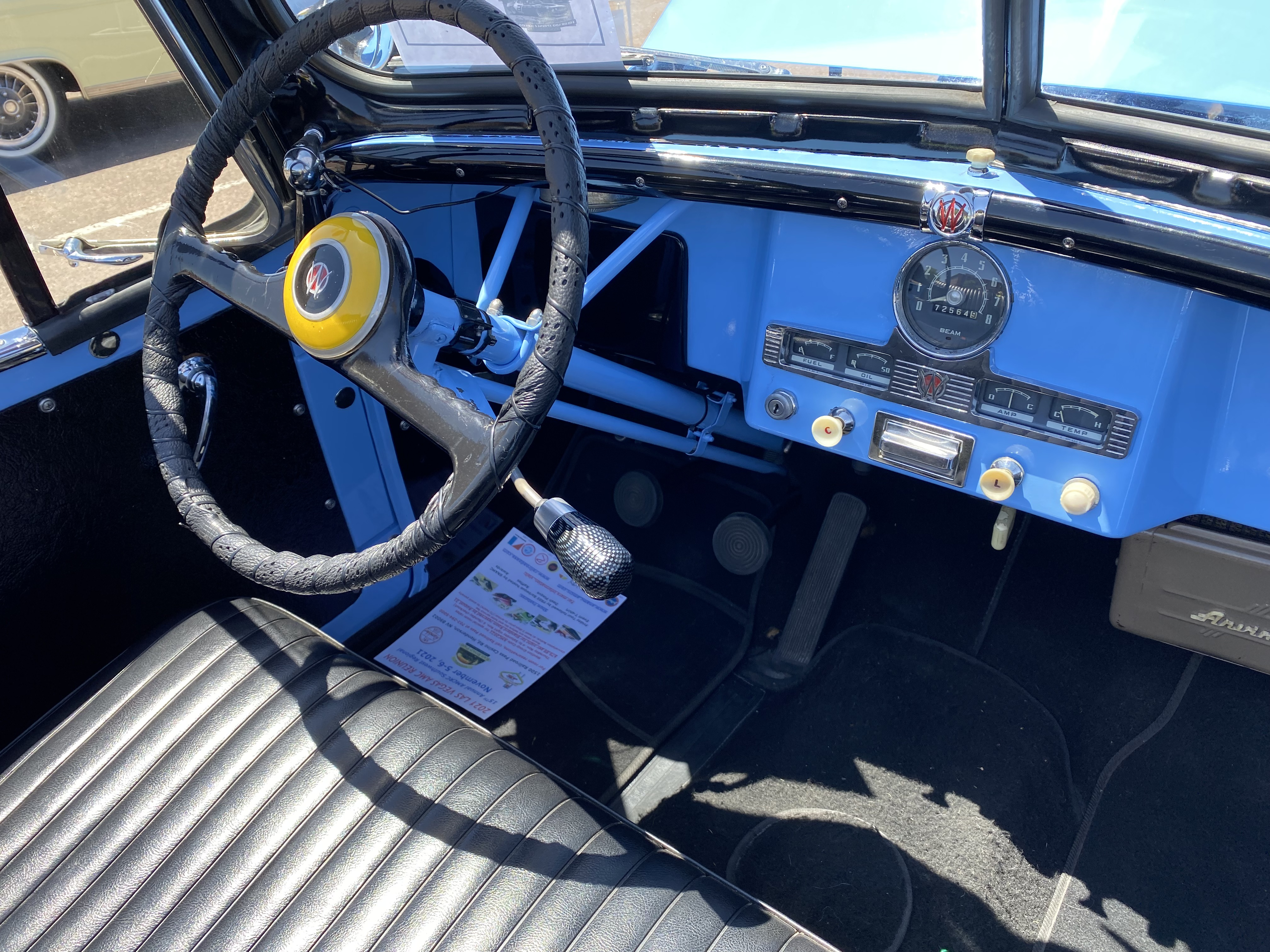
Willys Jeepster (1950), facelift met het nieuwe instrumentenpaneel
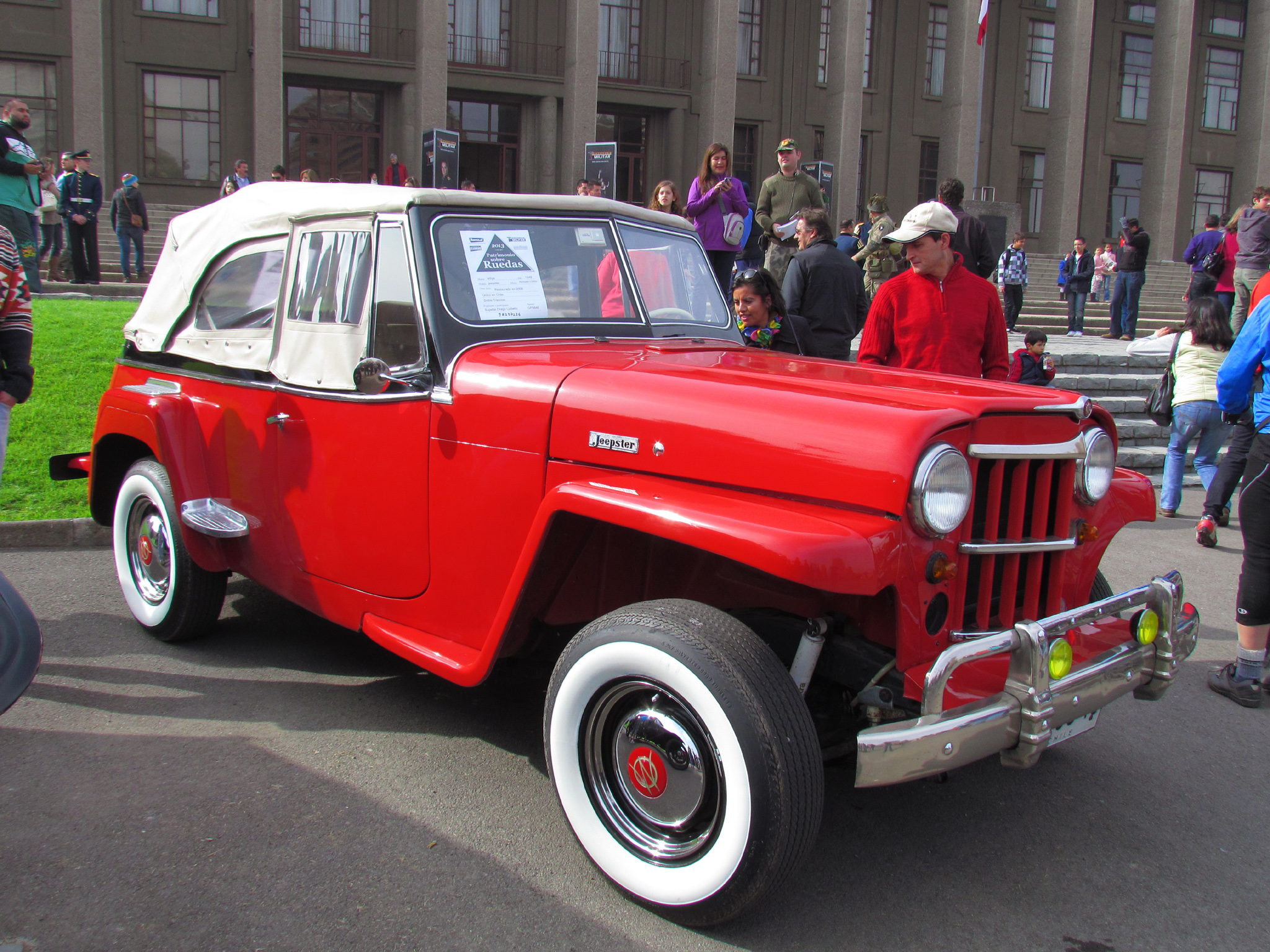
De verwijderbare zijruiten van kunststof